# Okan Patırer

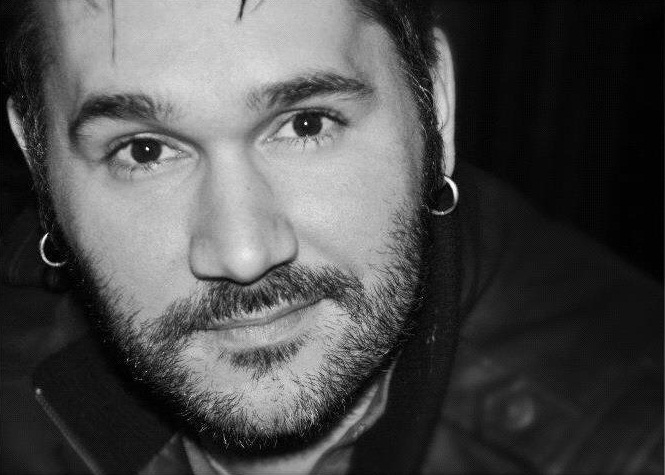
Okan Patırer, 2012

Okan Patırer (* 21. Februar 1979 in Salzgitter) ist ein türkischer Schauspieler.

## Leben
Patırer wurde in Deutschland als Sohn einer türkisch-mazedonischen Gastarbeiterfamilie geboren und ging für seine schauspielerische Ausbildung in die Türkei. Neben einigen Filmrollen ist Patırer vorwiegend als Theaterschauspieler aktiv. Er trat zunächst an Theatern in Bursa auf. Seit 2007 ist er beim Stadttheater Istanbul (İstanbul Şehir Tiyatroları) engagiert.

## Theater
- 2019: Kim Geldi? - Wer ist da?, Theater Frankfurt, Frankfurt am Main
- 2018: Brokers, Yllana Theater - Performance Istanbul Theater Istanbul
- 2016: Paronoya, Hayal Perde Sahne Istanbul
- 2015: Cyrano de Bergerac, Stadttheater Istanbul (İstanbul Şehir Tiyatroları)
- 2015: Cimri, Stadttheater Istanbul (İstanbul Şehir Tiyatroları)
- 2014: Lysistrata, Stadttheater Istanbul (İstanbul Şehir Tiyatroları)
- 2013: Üç Kardeş ve Muhteşem Kurt, Stadttheater Istanbul (İstanbul Şehir Tiyatroları)
- 2012: Şark Dişçisi, Stadttheater Istanbul
- 2010: Marat/Sade, Stadttheater Istanbul
- 2010: Para, Stadttheater Istanbul
- 2010: Bakhalar, Stadttheater Istanbul
- 2009: Yar Bana Bir Eğlence, Akbank Aksanat Karagöz Kukla Tiyatrosu
- 2009: Karagöz Geri Döndü, Stadttheater Istanbul
- 2009: Coriolanus, Stadttheater Istanbul
- 2009: Kirli Hikaye, Stadttheater Istanbul
- 2008: Vişne Bahçesi, Stadttheater Istanbul
- 2008: Bir Deniz Masalı, Stadttheater Istanbul
- 2008: Gece O Kadar Kirliydi ki İkisi de Kayboldular, Stadttheater Istanbul
- 2008: Tersine Dünya, Stadttheater Istanbul
- 2008: Bu Oyunu Kim Başlatacak, Stadttheater Istanbul
- 2007: Yaşar Ne Yaşar Ne Yaşamaz, Stadttheater Istanbul
- 2007: Sihirli Ada, Pınar Çocuk Tiyatrosu
- 2007: Zamanda Yolculuk, M.O.M Dans Tiyatrosu
- 2007: Leyla ile Mecnun, Stadttheater Istanbul
- 2006: Haydi Karına Koş, Staatstheater Bursa (Bursa Devlet Tiyatrosu)
- 2006: Uçtu Uçtu Midas Uçtu, Staatstheater Bursa
- 2005: Doğ Güneşim Doğ, Nilüfer Theaterproduktion Bursa (Nilüfer Prodüksiyon Tiyatrosu)
- 2004: Ayının Fendi Avcıyı Yendi, Bursa Genç Kültür Merkezi
- 2004: Bernarda Alba'nın Evi, Staatstheater Bursa
- 2002: Orkestra, Staatstheater Bursa
- 2003: Gol Kralı Sait Hop Sait, Staatstheater Bursa
- 2002: Zilli Zarife, Staatstheater Bursa
- 2001: O Benim O Keloğlan, Staatstheater Bursa
- 2001: Sağlık Dostları, Studiotheater Bursa (Bursa Tiyatro Stüdyosu)
- 2001: Mutto, Studiotheater Bursa
- 1998: Kazım ile Havva, Staatstheater Bursa
- 1998: Kimliğimi Arıyorum, Studiotheater Bursa

## Filmografie
- 2014: Darbe
- 2008: Beşinci Boyut
- 2007: Hakkını Helal Et
- 2006: Memleket Hikayeleri - Cici Murat
- 2005: Sırlar Alemi
- 2004: Kınalı Kar